# 원주지방환경청
원주지방환경청(原州地方環境廳)은 대한민국 환경부의 소속기관이다. 2002년 8월 8일 발족하였으며, 강원특별자치도 원주시 입춘로 65에 위치하고 있다. 청장은 고위공무원단 나등급에 속하는 일반직공무원으로 보한다.

## 직무
- 보안·문서·인사·관인 관리·예산·결산 및 회계에 관한 사항
- 생태계 보전지역의 관리 및 자연환경보전·이용시설의 설치·운영 등 자연환경에 관한 사항
- 전략환경영향평가, 소규모 환경영향평가, 환경영향평가에 대한 협의 및 사후관리에 관한 사항
- 백두대간보호지역에서의 개발행위에 대한 사전협의
- 상수원 관리지역의 관리실태 평가 등 수계관리 및 수질오염 총량관리에 관한 사항
- 상수원 수질오염 및 환경오염원 관리를 위한 특별 지도·점검
- 녹색기업 지정을 위한 검토 등 환경산업에 관한 사항 및 지정폐기물 배출업체에 대한 환경지도
- 환경기초시설의 운영 및 관리 실태조사에 관한 사항
- 영향권별 환경보전계획의 수립·시행
- 수질·토양·지하수 측정망 설치·운영 및 환경오염 채취시료 시험·분석·관리에 관한 사항
- 환경사범 수사·송치 등 환경수사에 관한 사항
- 대기환경 규제지역 실천계획의 추진실적 평가에 관한 사항
- 화학물질 보고·관리, 유해화학물질 함유제품 신고·관리, 등록 의무 불이행 조치 및 위해우려제품 사후관리에 관한 사항
- 화학물질 통계 조사 및 배출량 조사
- 유해화학물질 취급 및 취급시설 관리
- 화학사고·테러 대응 및 영향조사에 관한 사항

## 연혁
- 1980년 5월 2일: 환경청 소속으로 춘천환경측정관리사무소 설치.
- 1986년 10월 29일: 원주환경지청으로 개편.
- 1990년 1월 3일: 환경처 소속 원주지방환경청으로 개편.
- 1994년 5월 4일: 원주지방환경관리청으로 개편.
- 1994년 12월 23일: 환경부 소속으로 개편.
- 1999년 8월 9일: 춘천환경출장소를 경인지방환경관리청으로부터 이관받음.
- 2002년 8월 8일: 원주지방환경청으로 개편.
- 2009년 2월 25일: 춘천환경출장소 폐지.

## 관할구역
- 강원특별자치도[1]
- 충청북도 충주시·제천시·괴산군·음성군·단양군

## 조직

### 청장
- 운영지원과[2]
- 수질총량관리과[2]
- 화학물질관리과[3]
- 환경감시과[2]

기획평가국
- 기획재정과[2]
- 환경관리과[2]
- 자연환경과[2]
- 환경평가과[2]
- 측정분석과[5]